# 凱莉·萊夫勒
凱莉·琳恩·萊夫勒（英語：Kelly Lynn Loeffler；1970年11月27日—）是一位美国共和党籍政治家和商人，現任美国小企业管理局局长。她曾在2020年至2021年担任佐治亚州聯邦参议员。
莱夫勒曾任商品和金融服务提供商洲际交易所集团子公司巴克特控股公司的首席执行官，其丈夫杰弗里·斯普雷彻是该公司的首席执行官。她曾是女子国家篮球协会亞特蘭大美夢队的共同拥有者。
2024年11月22日，CNN报道称预计萊夫勒将被美國當選總統當勞·特朗普提名在第二次特朗普內閣中擔任美國農業部長，但川普團隊沒有正式確認。最終川普在第二天提名了布魯克·羅琳絲中擔任農業部長。

## 早年生活
萊夫勒出生於伊利諾州布盧明頓，父母為唐·萊夫勒（Don Loeffler）和琳達·萊夫勒（Lynda Loeffler，娘家姓Munsell），並在伊利諾伊州斯坦福的玉米和大豆農場家族長大。她有一個兄弟叫布萊恩（Brian）。1988年她從史丹佛大學奧林匹亞高中畢業，在那裡她是行進樂隊成員，也參加過校籃球隊、越野跑和田徑比賽。
1992年萊夫勒畢業於伊利诺伊大学厄巴纳-香槟分校商學院，獲得行銷理學學士學位，她是該學院Alpha Gamma Delta聯誼會的成員。大學畢業後，她在豐田汽車公司擔任地區客戶經理。 1999年，萊夫勒畢業於德保羅大學凱爾施塔特商學院，獲得國際金融和行銷工商管理碩士學位。她曾透過抵押祖父母繼承的土地來支付研究生學費。

## 早期事業
在取得工商管理碩士學位後，萊夫勒曾在花旗銀行、威廉·布萊爾公司和十字路口集團工作。2002年她加入洲际交易所集团（一家商品和金融服務提供者），負責投資者關係。 她於2004年與公司首席执行官杰弗里·斯普雷彻結婚。萊夫勒最終晉升為投資者關係和企業傳播資深副總裁。2018年，她成為洲際交易所旗下巴克特控股公司首席执行官。

## 政治生涯

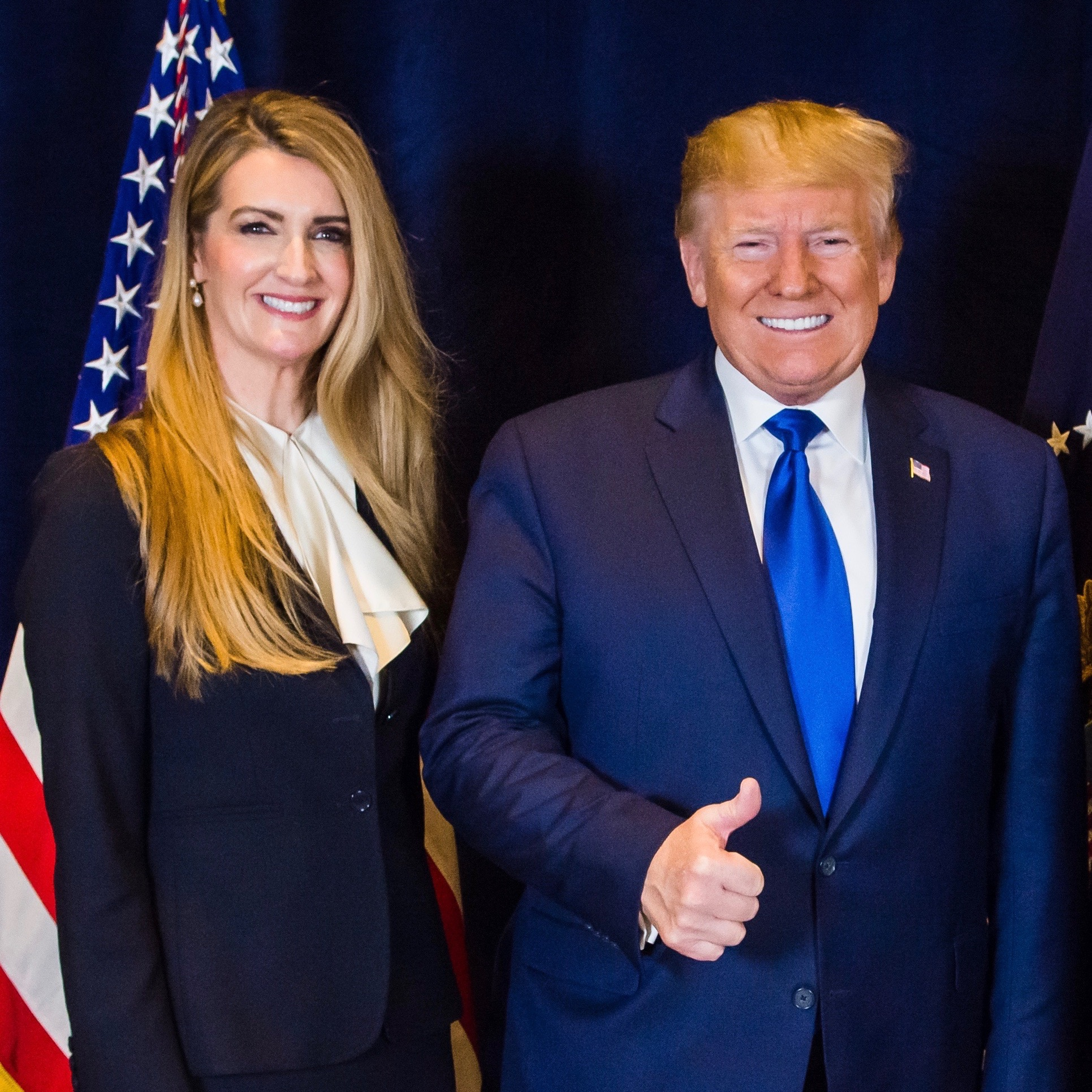
萊夫勒和川普

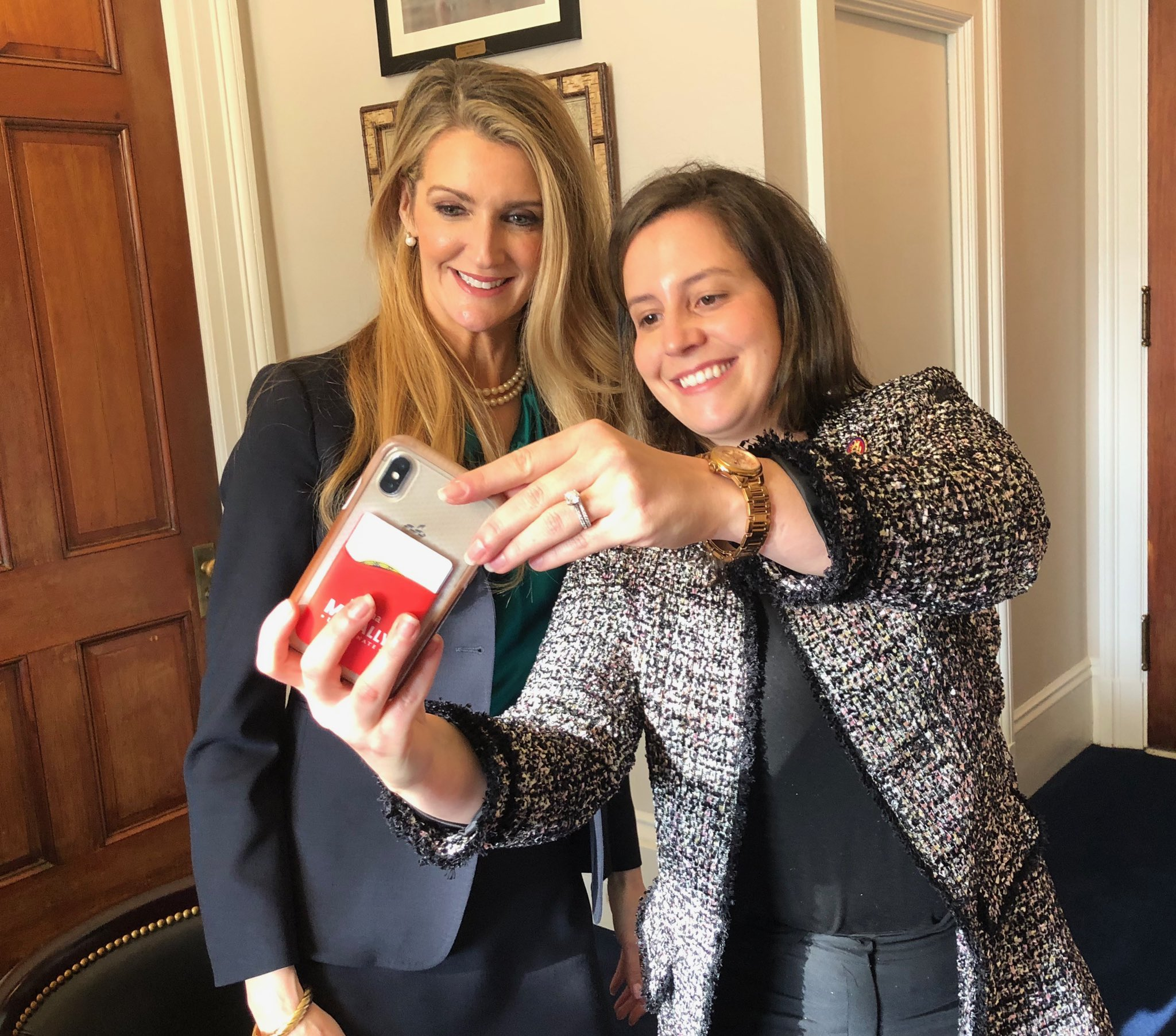
萊夫勒和美國常駐聯合國代表被提名人愛麗絲·斯蒂芬尼克

佐治亚州共和党州长布赖恩·肯普于2019年12月在参议员強尼·艾薩克森因健康原因辞职后任命莱夫勒为美国参议员。莱夫勒参加了2020年佐治亚州美国参议院特别选举，但与民主党候選人拉斐尔·沃诺克举行的决选中落败。 同一天，她的同事佐治亚州参议员大卫·珀杜也竞选连任失败。2021年1月3日珀杜的任期结束后，莱夫勒升任佐治亚州资深参议员，她担任该职位近三周，直到沃诺克宣誓就职。
莱夫勒在参议院任职期间与唐納·川普总统立场一致，在竞选期间宣称自己“100%支持特朗普”。   2020年總統選舉结束后，莱夫勒和珀杜在没有任何证据的情况下声称2020年美国总统大选存在選舉舞弊，并要求佐治亚州务卿布拉德·拉芬斯佩格辞职，但后者否认了这些指控。后来，她支持特朗普提起推翻选举结果的诉讼， 并宣布她打算反对国会认证选举人团结果。  2021年1月6日国会山骚乱后，莱夫勒宣布撤回对选举人票认证的反对意见，随后投票赞成认证。
萊夫勒是參議院農業、營養與林業委員會、參議院退伍軍人事務委員會、參議院健康、教育、勞工和退休金委員會、國會聯合經濟委員會的一員。

## 美国小企业管理局局長
2024年12月4日，特朗普提名萊夫勒在第二次特朗普內閣中擔任小企業管理局局長。2025年2月19日，參議院以52票對46票確認了萊夫勒。

## 個人生活
萊夫勒與丈夫杰弗里·斯普雷彻住在佐治亞州首府亞特蘭大的燕尾服公園， 一處在2013年購買的價值1050萬美元、面積15,000平方英尺（1,400平方米）的房產，當時是亞特蘭大有史以來最昂貴的住宅房地產交易。他們還有另外四套住宅和一間公寓。2020年11月，《新聞週刊》報道萊夫勒和斯普雷彻的淨資產總計達8億美元，使她成為當時最富有的現任美國參議員。